# Svatý Jeroným
Svatý Jeroným, původním jménem Sophronius Eusebius Hieronymus, také Hieronymus ze Stridonu (cca 342–347, Stridon, (nyní Mezimuřská župa, Chorvatsko) – 30. září 420, Betlém (Izrael)), byl křesťanský spisovatel, jeden z církevních Otců a učitelů církve, teolog a autor Vulgáty, latinského překladu bible. Katolická církev jej řadí vedle sv. Ambrože, sv. Augustina a sv. Řehoře Velikého mezi čtyři velké západní církevní Otce.

## Život

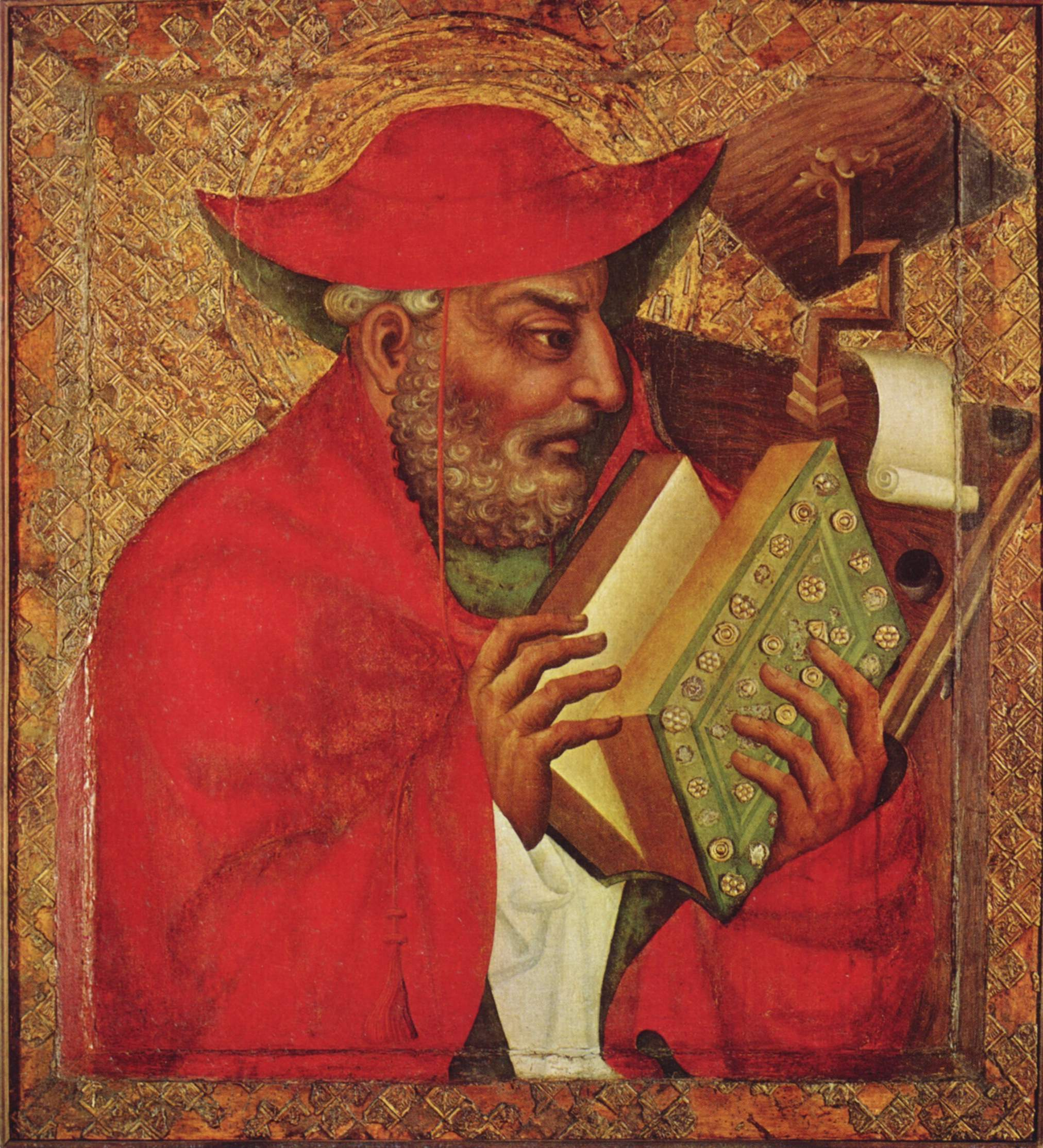
Mistr Theodorik, Svatý Jeroným, Praha, kolem roku 1370

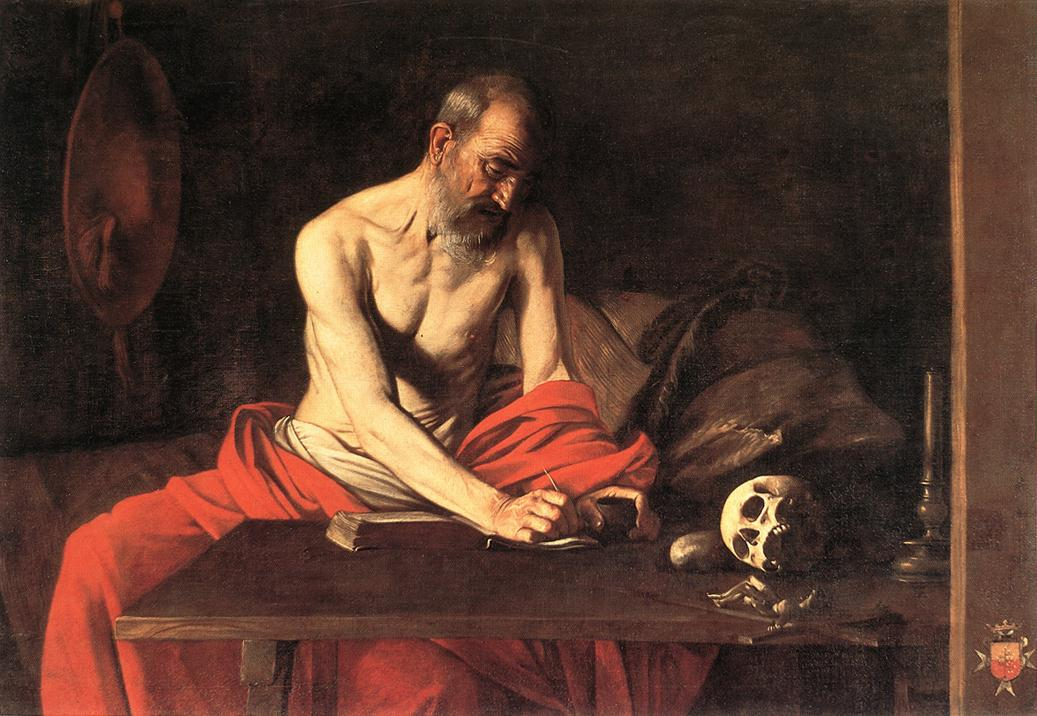
Caravaggio, Svatý Jeroným meditující na poušti, Valletta, kolem roku 1600

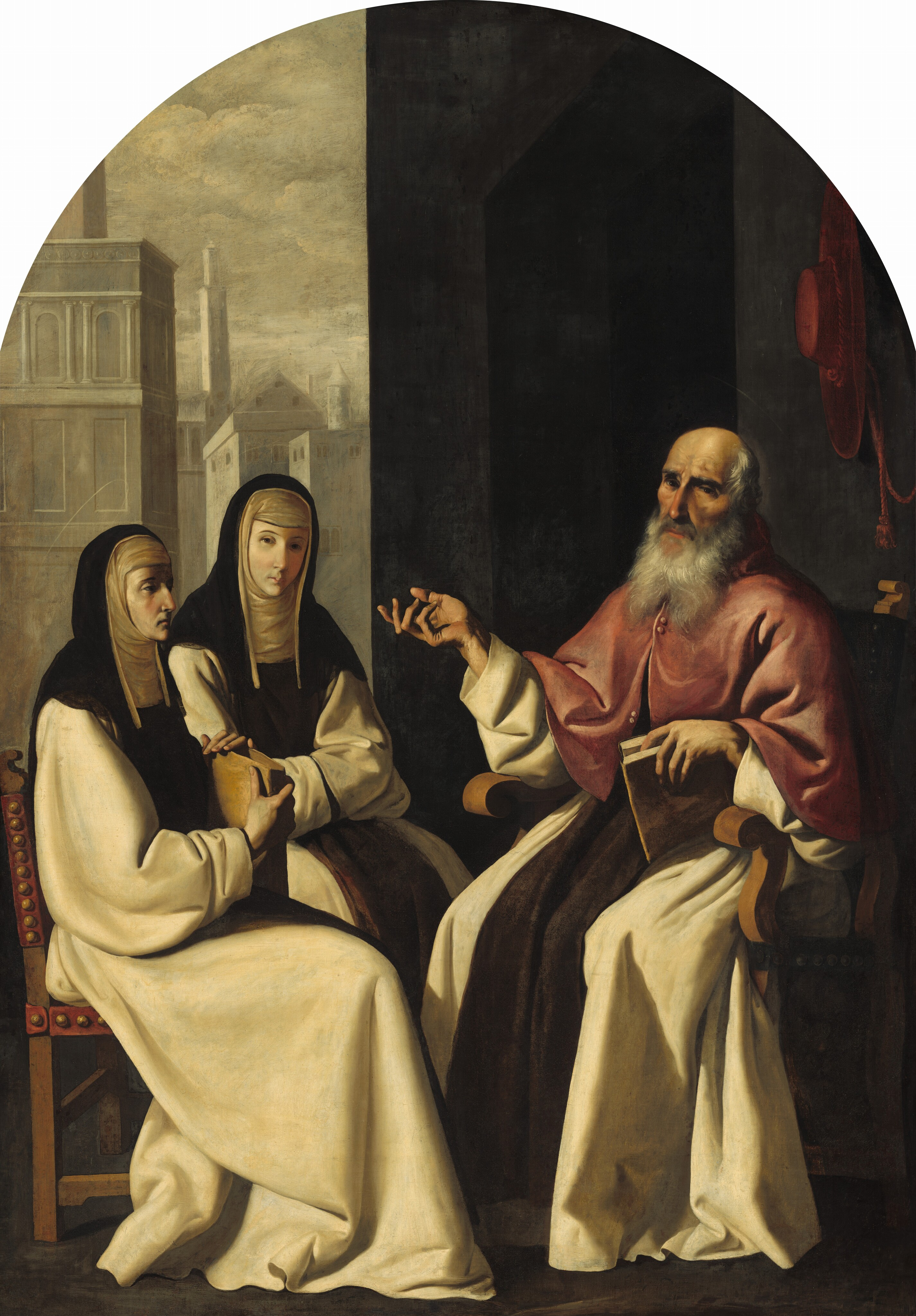
Francisco de Zurbarán, Svatý Jeroným se svými žačkami sv. Pavlou Římskou a její dcerou sv. Eustochií

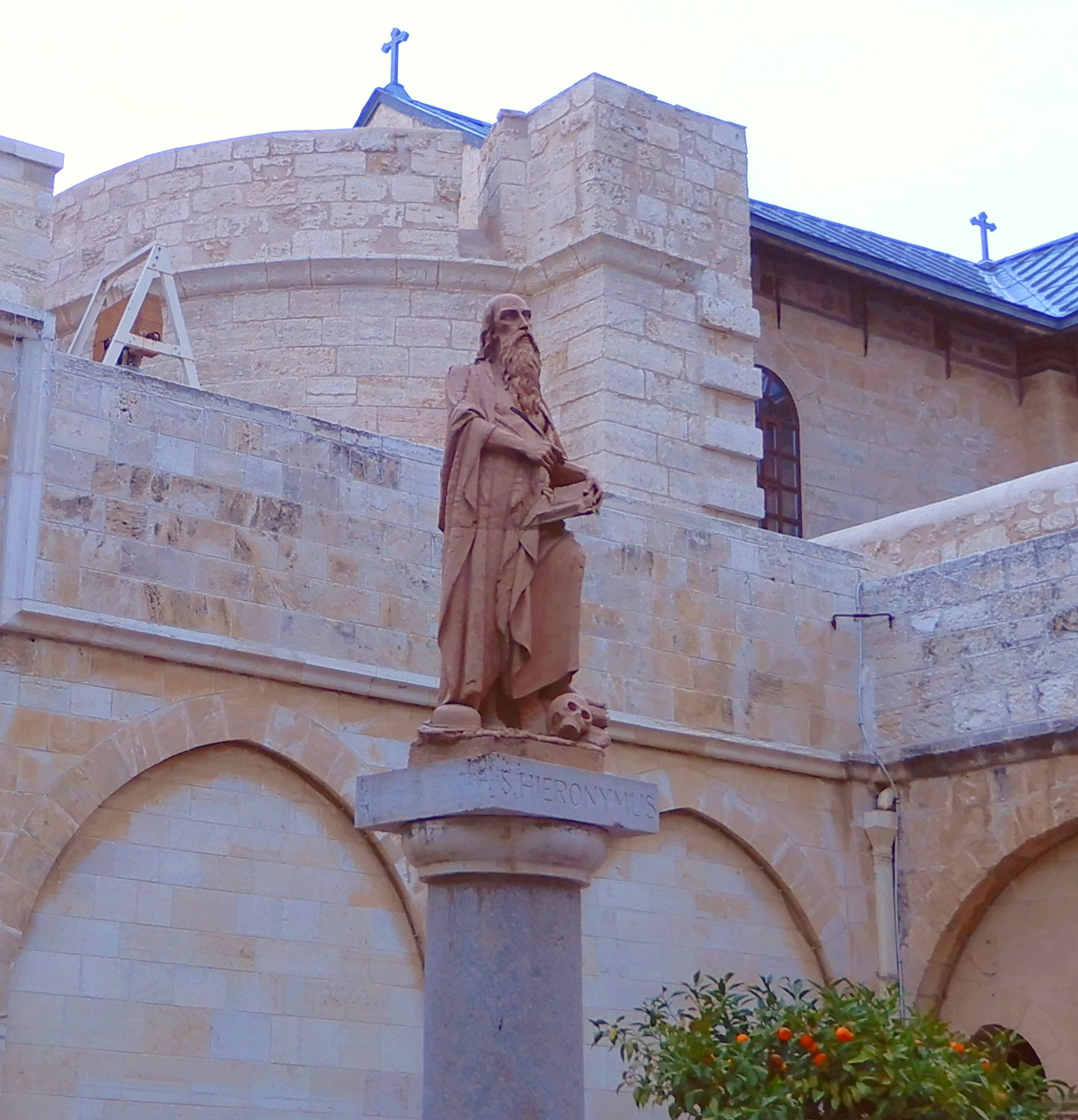
Socha sv. Jeronýma, Betlém, dvůr baziliky Narození Páně

Rodiče poslali Jeronýma již v nízkém věku do Říma, kde se vzdělával u věhlasného gramatika Aelia Donata v gramatice, rétorice a filosofii. Asi v devatenácti letech byl pokřtěn. Brzy nato se zřekl světské dráhy a oddal se askezi a studiu. Po pobytech v Trevíru a Aquileji se v letech 373–374 vydal na pouť na Východ, ale kvůli zdravotním problémům nedošel dál než do Antiochie, kde stejně jako v Římě neodolal intelektuálním podnětům, které mu město nabízelo – naučil se především řecky a hebrejsky. Ve svých listech se zmínil o svém snu, v němž byl předvolán před soudnou stolici a byl obviněn z ciceronství, ač se hájil, že je křesťanem. Trestem mu bylo bičování a palčivé výčitky svědomí. Nakonec přísahal, že vezme-li kdy znovu do rukou světské knihy, tak Pána zapřel. Od té doby prý četl jen božská písma. V roce 379 se nechal vysvětit na kněze. Nakonec studoval v Konstantinopoli u jednoho z tzv. Velkých kappadockých Otců, Grégoria z Nazianzu.
Jeroným se vždy cítil nejlépe ve světě vědění. Navzdory svému snu nikdy nezavrhl pohanské klasiky, ale podřídil je svým teologickým zájmům. V letech 382–385 byl Jeroným sekretářem papeže Damasa I.; v tomto období se pastoračně nejvíce věnoval ženám z vyšší římské společnosti – zachovalo se nám množství listů, jejichž pomocí se snažil vést mj. svatou Marcelu, Leu, Fabiolu, Paulu a její dceru Eustochii. Kvůli nařčením ze sexuálního vztahu s těmito ženami se Jeroným dostal do sporu s římským klérem. Poté, co jedna z jeho žaček zemřela, patrně v důsledku mentální anorexie kvůli vytrvalým půstům, byl Jeroným obviněn z toho, že ji přinutil k sebevraždě vyhladověním.[zdroj?] Ačkoli mu nebylo nic dokázáno, tak další pobyt v Římě se pro něj stal nemožným. Po úmrtí svého mecenáše Damasa byl Jeroným z města vypovězen a uchýlil se do Betléma, kde roku 386 založil spolu se svými dvěma žačkami, sv. Pavlou Římskou a její dcerou sv. Eustochií, klášter a konvent, kde zůstal až do své smrti roku 420.

## Dílo
Jeroným je znám především jako autor většiny textu Vulgaty, překladu bible do pozdně starověké vulgární latiny (lidové latiny). Vulgata nahradila starší latinské překlady označované jako Vetus Latina, byla nejvýznamnějším překladem bible na Západě po celou dobu středověku a je dodnes používaná v revidované podobě zvané Neovulgata. Starý zákon překládal Jeroným přímo z hebrejštiny s výjimkou žalmů, které překládal celkem natřikrát a nakonec se nejvíce ujal jeho překlad podle Septuaginty (řeckého překladu). Jeroným byl zřejmě nejtalentovanějším znalcem jazyků v křesťanském prostředí 4.–5. století a byl jediným z církevních Otců, který výborně ovládal hebrejštinu a který rovněž vyvyšoval starozákonní originál, kterému připisoval nezprostředkovanou inspirovanost Bohem, nad tehdy dostupnou Septuagintu.
Kromě Jeronýmova biblického překladu se dochovaly i jeho biblické komentáře a teologické kontroverze, historické texty a další překlady. Rád psal a jeho biblické komentáře a duchovní listy zprostředkovaly křesťanskému Západu řeckou exegezi (zejména Órigena) a askezi východního mnišství.

## Povaha
Jeroným byl velmi komplikované povahy a často se rozcházel s lidmi, kteří se kolem něj vyskytovali. Měl úzkostnou a hádavou povahu, z toho plynoucí osobní problémy a strach z pronásledování – často útočil na Pelagia, Ioviana a další. Horlivě bránil ortodoxní nauku, ale tím se stával nebezpečným pro sebe i své nejbližší okolí. Často se tedy musel stěhovat. Jak se jeho teologie vyvíjela, tak se rozcházel i se svými vzory – například s Órigénem, kterého přeložil, ale později jej kritizoval. Obraňoval presbytery před ambiciózními jáhny, takže můžeme usuzovat, že byl do jisté míry konzervativní. Vyvyšoval ideál panenství a mnišství, kdežto manželství zatracoval. Navzdory svým neduhům, nebo možná právě díky nim, byl o to větším a zapálenějším, byť po většinu času do sebe uzavřeným učencem, jedním z největších v historii církve, a jako takový je v ní připomínán.

## Některá česká vydání Jeronýmových děl
- Listy svatého Eusebia Jeronyma (kněze a učitele církve), přel. L. Stříž, Vyškov: Antonín Ludvík Stříž, 1917
- Legendy o poustevnících – Vitae eremitarum (O sv. Pavlovi, prvním poustevníkovi. Jak mnich Malchus upadl do zajetí. Život sv. Hilariona), přel. J. Šubrt, Praha: Oikúmené, 2002, ISBN 80-7298-050-5.
- Eusebia Sofronia Hieronyma, kněze Stridoňana, O ustavičném panenství blahoslavené Panny Marie proti Helvidiovi kniha jedna. Přeložil a vyložil František Bauer. Praha 1877
- Výbor z dopisů, latinsko-české vydání, přel. J. Šubrt, Praha: Oikúmené, 2006, ISBN 80-7298-156-0.
- Dějiny křesťanského písemnictví. De viris illustribus, latinsko-české vydání, překlad a komentář Martin C. Putna a Jan M. Heller, Praha: Herrmann & synové, 2010, ISBN 978-80-87054-22-2.